# Rainer Wirth
Rainer Klaus Wirth Castro (* 25. Oktober 1982 in Santiago) ist ein ehemaliger chilenischer Fußballtorwart. Er gewann fünf nationale Meisterschaften.

## Karriere
Rainer Wirth spielte in der Jugend von Universidad Católica und kam 2002 ins Profiteam des Vereins. Zwar gewann er schon mit der Meisterschaft der Apertura 2002, jedoch debütierte er erst beim 1:1-Unentschieden in der Copa Libertadores 2003 gegen Brasiliens Klub Paysandu SC. Danach kam er nicht über den Status als Reservetorwart hinaus und wechselte auf Leihbasis zu Deportes Temuco. Im Juni 2006 wurde seine Leihe abgebrochen, nachdem bei Stammtorwart José María Buljubasich ein Hirntumor festgestellt worden war. Wirth spielte die 2006-C. Nach der erfolgreichen Operation und Genesung gaben die Ärzte für Buljubasich wieder grünes Licht. Bei Wirth wurde Vertrag nicht verlängert und er musste sich einen neuen Klub suchen.
Beim CSD Colo-Colo wurde er zweiter Torwart hinter dem Argentinier Sebastián Cejas und nach dessen Abgang hinter Cristián Muñoz. In seinen zwei Jahren beim Rekordmeister Chiles gewann Wirth drei Meistertitel. 2009 wurde er an Municipal Iquique ausgeliehen, jedoch konnte er aufgrund einer Achillessehnen-Verletzung vier Monate nicht auf dem Feld stehen und verlor seinen Stammplatz.
Zu Colo-Colo kehrte Wirth nicht wieder zurück, sondern im Januar 2010 unterschrieb er bei Unión Española einen neuen Vertrag. 2010 spielte er als Stammtorwart. 2011 wurden Eduardo Lobos und der Uruguayer Federico Elduayen auf seiner Position verpflichtet. Zuerst war Lobos Stammkraft, wurde jedoch nach einem halben Jahr von Colo-Colo abgeworben. Anschließend bestritt Wirth die Partien im Tor, war aber dann nach der schnellen Genesung von Elduayen nur noch zweite Kraft. Sein am Saisonende auslaufender Vertrag wurde nicht erneuert.
Doch schon im Januar 2012 fand er mit Deportes La Serena einen neuen Verein, wo er den Argentinier Marcos Gutiérrez ersetzte. 2013 war Wirth ohne Verein und konzentrierte sich auf den Abschluss seines Bauingenieur-Studiums an der Universidad Finis Terrae. 2014 kehrte er nochmal in den Profifußball zurück und schloss sich Zweitligist CD Magallanes an. Nach zwei Jahren bei den Himmelblauen konnten sich die Parteien nicht auf eine Vertragsverlängerung einigen. Wirth beendete danach seine fußballerische Karriere.

## Erfolge
Universidad Católica
- Chilenischer Meister: 2002-A, 2005-C

Colo-Colo
- Chilenischer Meister: 2007-A, 2007-C, 2008-C

## Sonstiges
Rainer Wirth ist Sohn von Óscar Wirth, ehemaliger Nationalspieler und WM-Teilnehmer 1982. Rainers Schwester Beatriz spielt als Torhüterin beim Feldhockey. Schon Óscars Vater und Rainers Großvater Fernando spielte professionell Fußball und nahm für Chile an den panamerikanischen Spielen 1952 teil.